# Lőkös
Lőkös (1899-ig Lökösháza, szlovákul: Levkuška) község Szlovákiában, a Besztercebányai kerületben, a Nagyrőcei járásban.

## Fekvése
Tornaljától 6 km-re északnyugatra, a Turóc-patak jobb partján fekszik.

## Története
A falu egy magányos ház körül keletkezett, melyet 1294-ben említenek. Az 1294-es okiratban „fenetum, domus Leukes, quod Rev dicitur vulgariter" alakban szerepel. 1366-ban „posessio Leukus", 1427-ben „Lewkushaza", 1429-ben „Lewkusfelde", 1478-ban „Lekeshaza" alakban említik a korabeli források. Az 1427-es dézsmajegyzékben 10 portával szerepel.
A 18. század végén Vályi András így ír róla: „LŐKÖSHÁZA. Magyar falu Gömör Várm. földes Urai több Uraságok lakosai többnyire evangelikusok, fekszik Harkátstól 1/2 óránnyira, Otrokotshoz közelebb, Sankfalvához is közel, és annak filiája, földgye partos, és szorgalmatos mivelést kíván, réttye termékeny, pitazozása három, négy mértföldnyire van, legelője tsekély, erdeje kitsiny, de szép, gyűmöltsös kertyei jók, malmok közel, itten Turótz vize sok károkat tesz."
1773-ban 26 jobbágy és 2 zsellércsalád lakta. 1828-ban 42 házában 321 lakos élt. Lakói mezőgazdasággal foglalkoztak.
A 19. század közepén Fényes Elek eképpen írja le: „Lökösháza, magyar falu, Gömör vgyében, Harkács és Otrokócs helységek közt, egy hegy alatt fekszik. Van benne az evangelikusoknak templomjok és oskolájok. A lakosok száma 170-re megy, ezek közől r. kath. férfi 8, asszony 6; evang. férfi 81, nő 75; mindnyájan magyarok. A határnak kiterjedése 833 1/8 holdat tesz, ebből belsőség 44 4/8 hold, rét 120 1/8, szántóföld 360 1/8, erdeje 181 2/8 hold, 20 hold gyümölcsös, és 17 1/8 hold legelő. Szántófölde mindamellett hogy hegyes, mindent megterem; rétje igen jó, csakhogy a Thurócz vize gyakran elönti, maga a helység is sokat szenved, főkép tavasszal és ősszel a Thurócz kiáradása miatt. A helység közepén van egy egészségtelen tó, melly száraz évszakban kiszokott száradni, a gyümölcstermesztés hajdanában nagy divatban volt, mi jelenleg lábra kezd ujra kapni. Van 7 köblös cseresnyése a legjobb fajtákkal beültetve; a helység nyugoti oldalán emelkedő ugynevezett Őrhegyen, mint tartják vár létezett, de most már csak a földben találtatnak czément darabok és kövek. Birja és lakja ezen helység 1/3-át az Istók család; külbirtokosok: Dráskóczi, Czékus, Gotthardt, Szontág és Lóczi urak."
Gömör-Kishont vármegye monográfiájában pedig ezt olvashatjuk róla: „Lőkösháza, túróczvölgyi magyar kisközség, 57 házzal és 243, nagyobb részben ág. ev. h. vallású lakossal. E községről 1427-ből találunk írott adatokat, a mikor neve Lewkushaza alakban van említve. 1469-ban Lwka és Lwkahaza néven szerepel. A határban levő ú. n. Őrhegyen hajdan állitólag valami erődítvény volt, melynek azonban már nyoma sincsen. Földesurai az Istók, Draskóczy, Czékus, Gotthard, Szontagh és a Lóczy családok voltak. Ág. h. ev. temploma 1804-ben épült. Postája Harkács, távírója és vasúti állomása Tornallya."
A trianoni diktátumig Gömör-Kishont vármegye Tornaljai járásához tartozott. 1938 és 1944 között újra Magyarország része.

## Népessége
| Év:            | 1994. | 2004.   | 2014.   | 2024.   |
| -------------- | ----- | ------- | ------- | ------- |
| Emberek száma: | 252   | 229     | 236     | 252     |
| Eltérés:       |       | -9,12 % | +3,05 % | +6,77 % |

| Év:            | 2023. | 2024.   |
| -------------- | ----- | ------- |
| Emberek száma: | 245   | 252     |
| Eltérés:       |       | +2,85 % |

1910-ben 249-en, túlnyomórészt magyarok lakták.
2001-ben 233 lakosából 186 magyar és 30 szlovák.
2011-ben 251 lakosából 188 magyar, 25 szlovák és 22 roma.

## Nevezetességei
- Evangélikus temploma 1804-ben épült klasszicista stílusban.

## Híres emberek
- Itt született 1932-ben Cselényi József juhász, a Népművészet Mestere. Környezetének és korosztályának kiemelkedő tánctudással rendelkező képviselője. A tánc mellett énektudásával is hitelesen reprezentálja a gömöri pásztorság hagyományos szellemi kultúráját. Tehetségével, tudatos értékmentő magatartásával 2010-ben kiérdemelte a Népművészet Mestere díjat.
- Itt született 1946. február 14-én Kovács Magda író.[6]

## Képtár

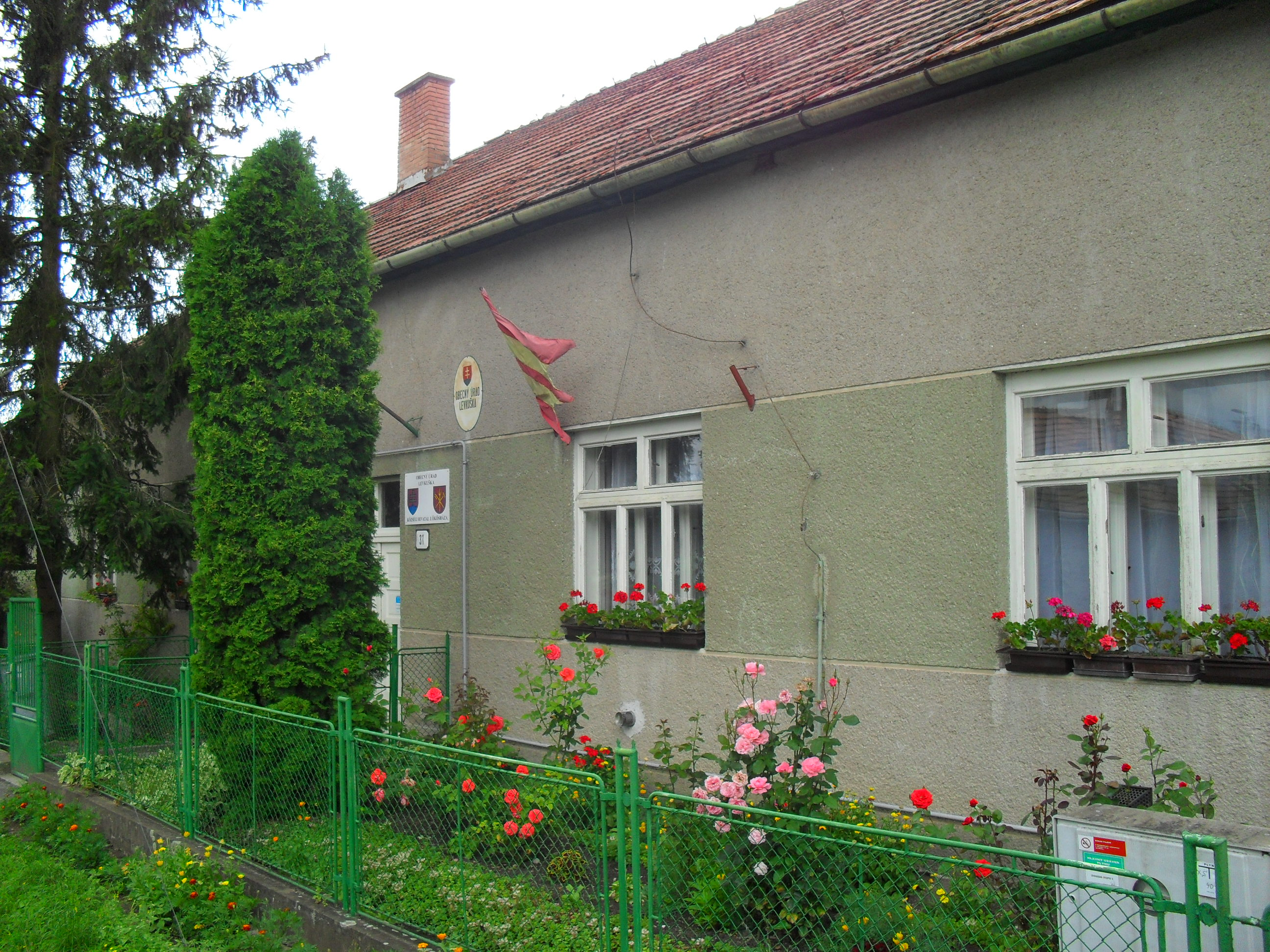
Községi hivatal
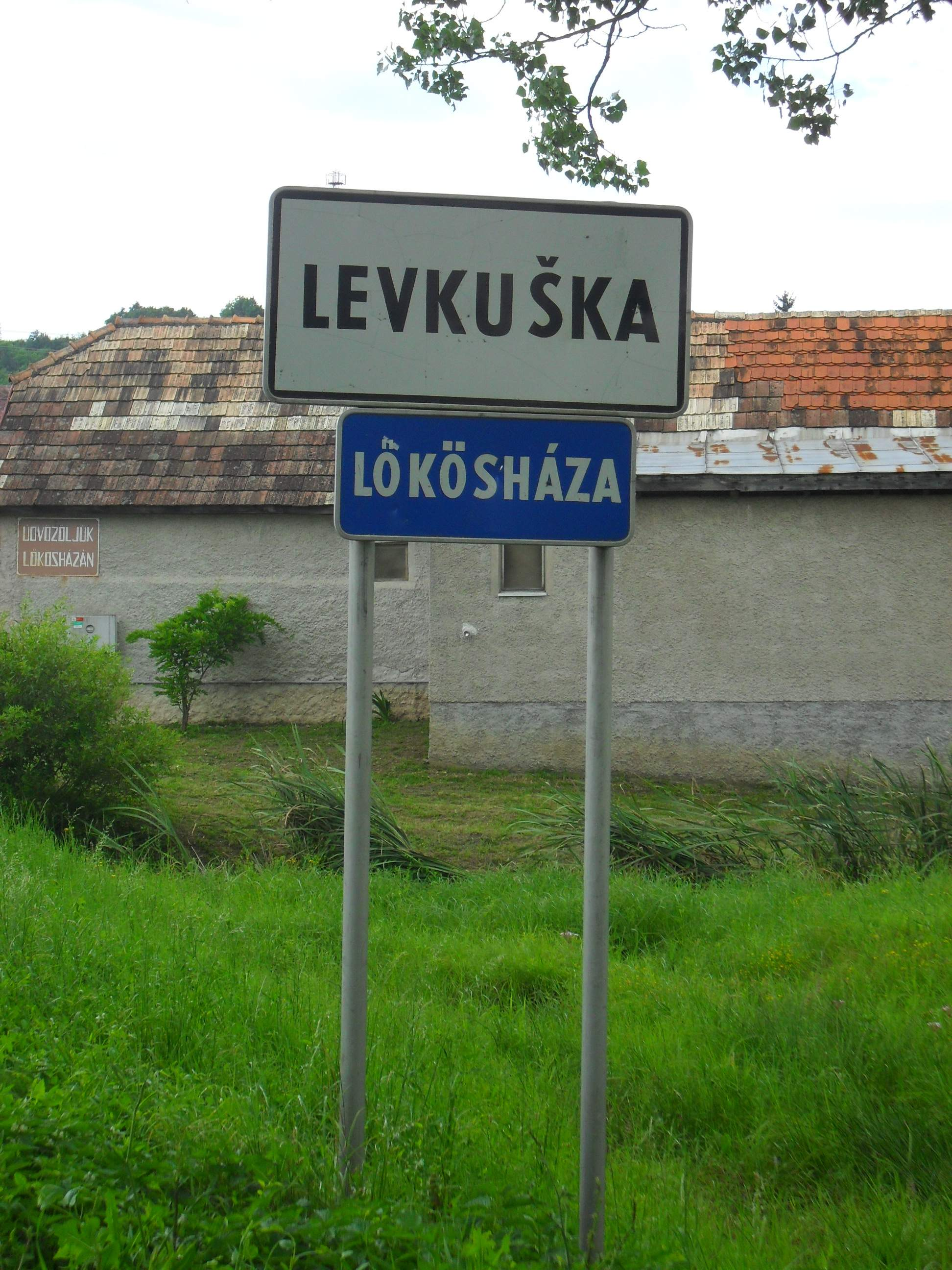
Kétnyelvű helységnévtábla
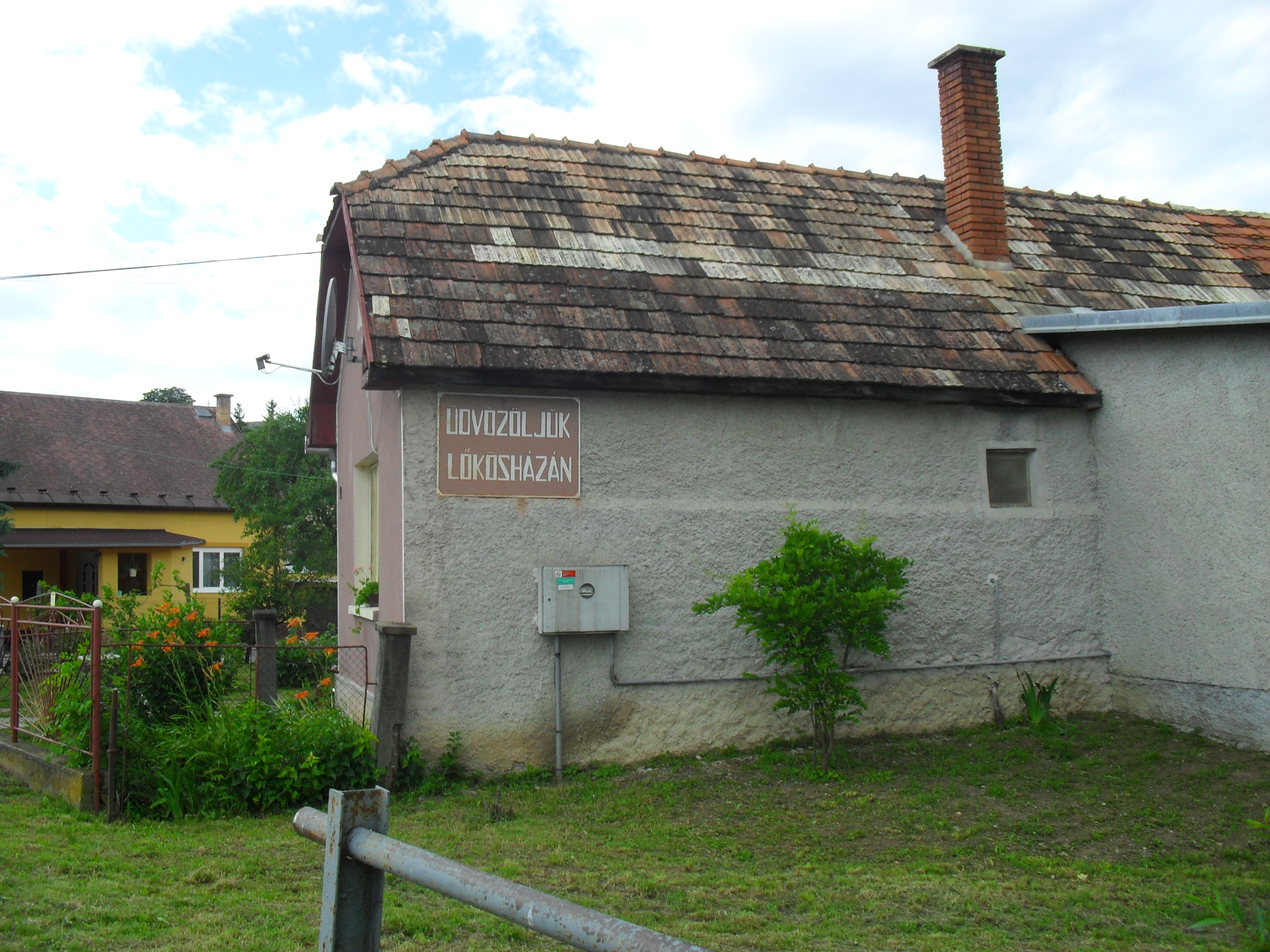
Üdvözlő felirat a falu szélén
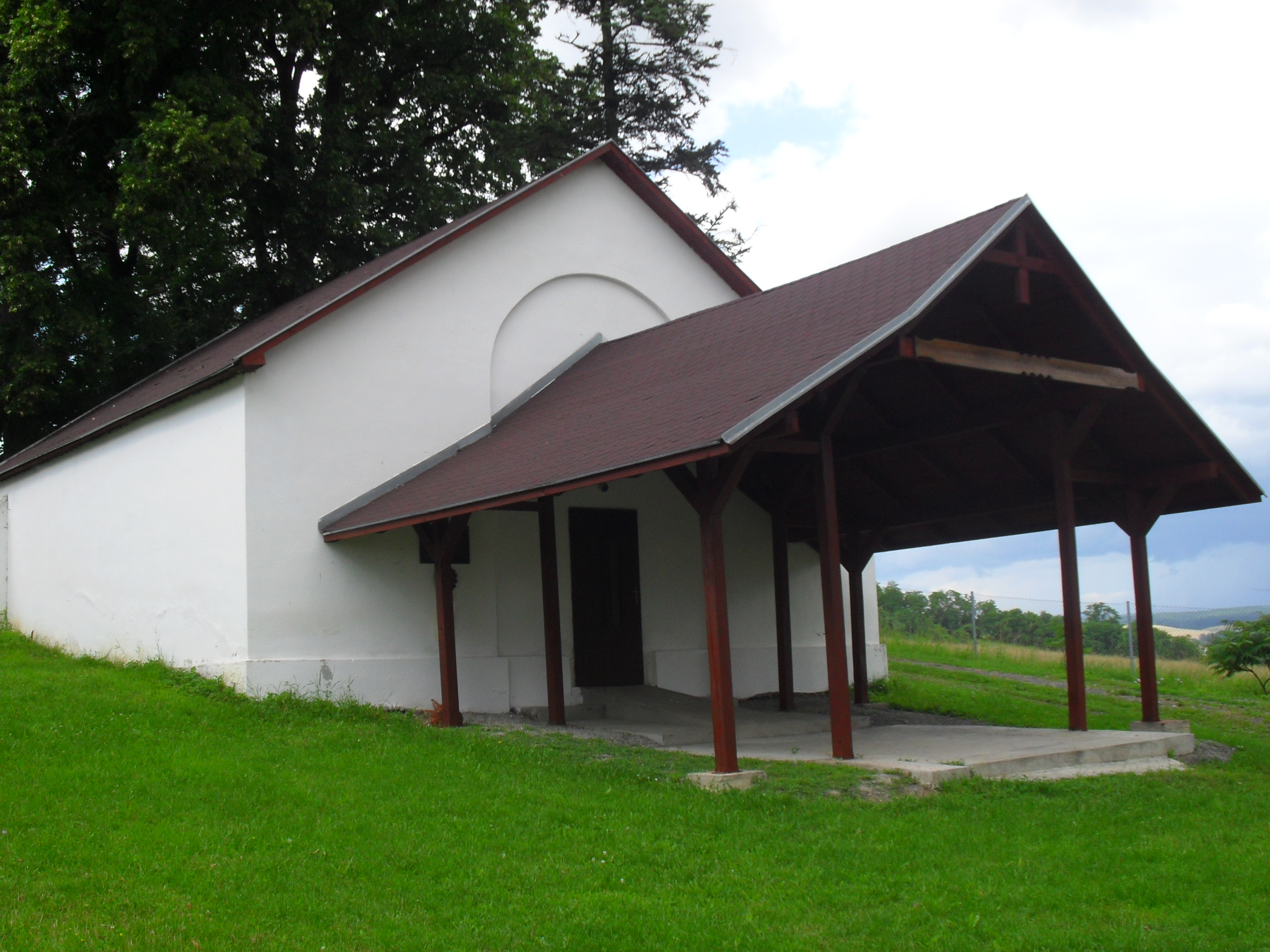
Ravatalozó
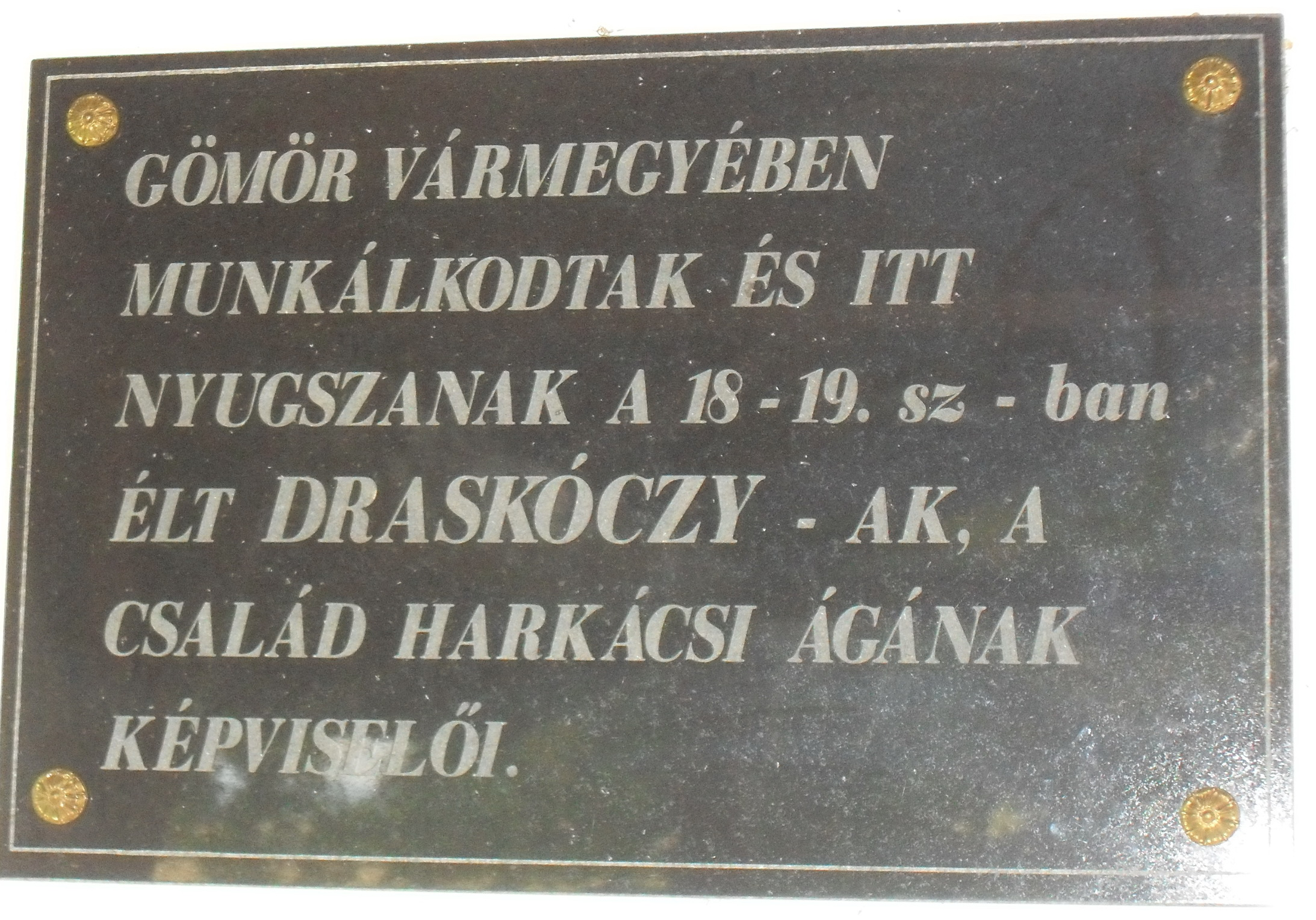
A Draskóczy-család emléktáblája a ravatalozó falán
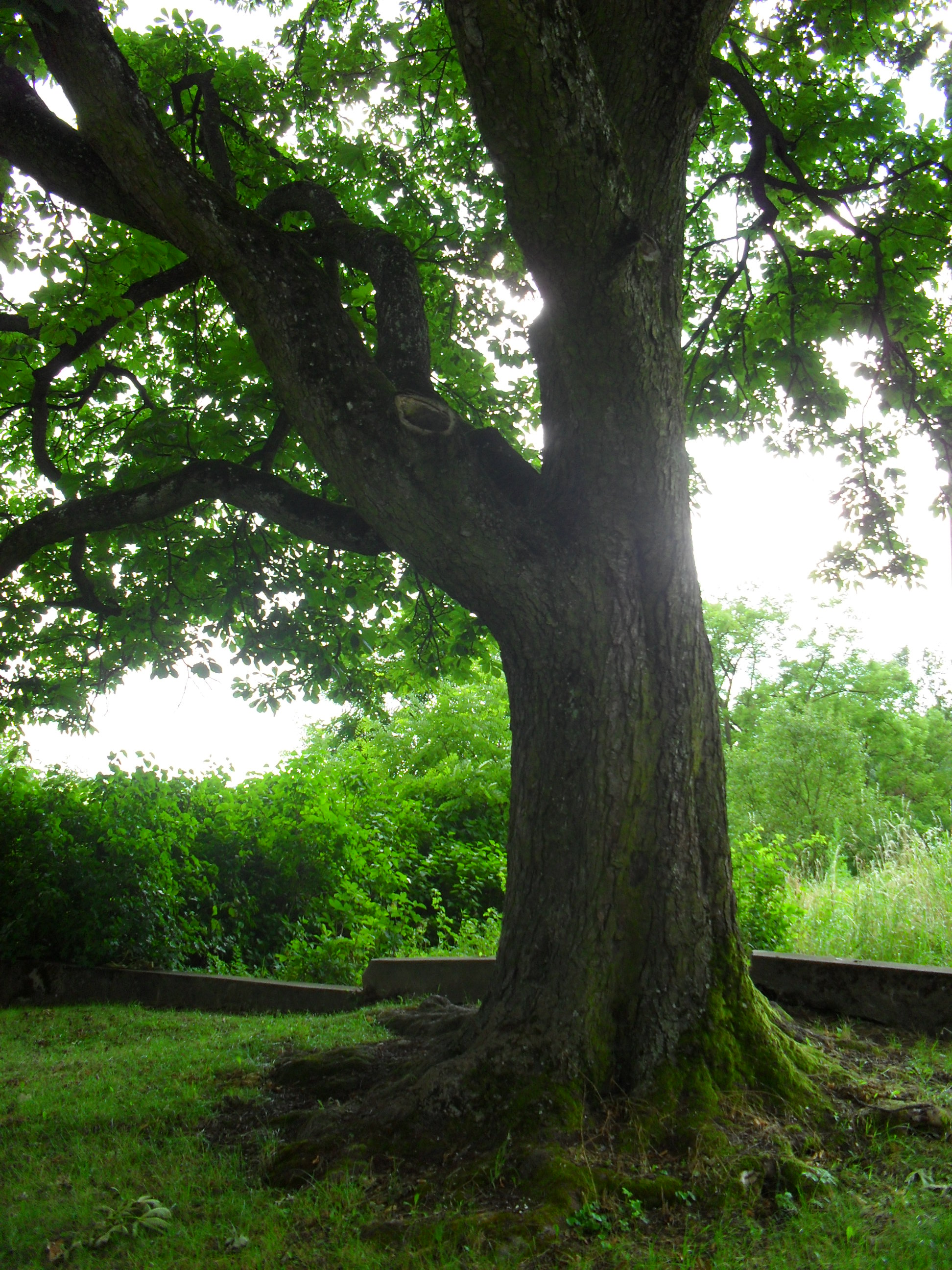
A templom előtti gesztenyefa

### Evangélikus templom

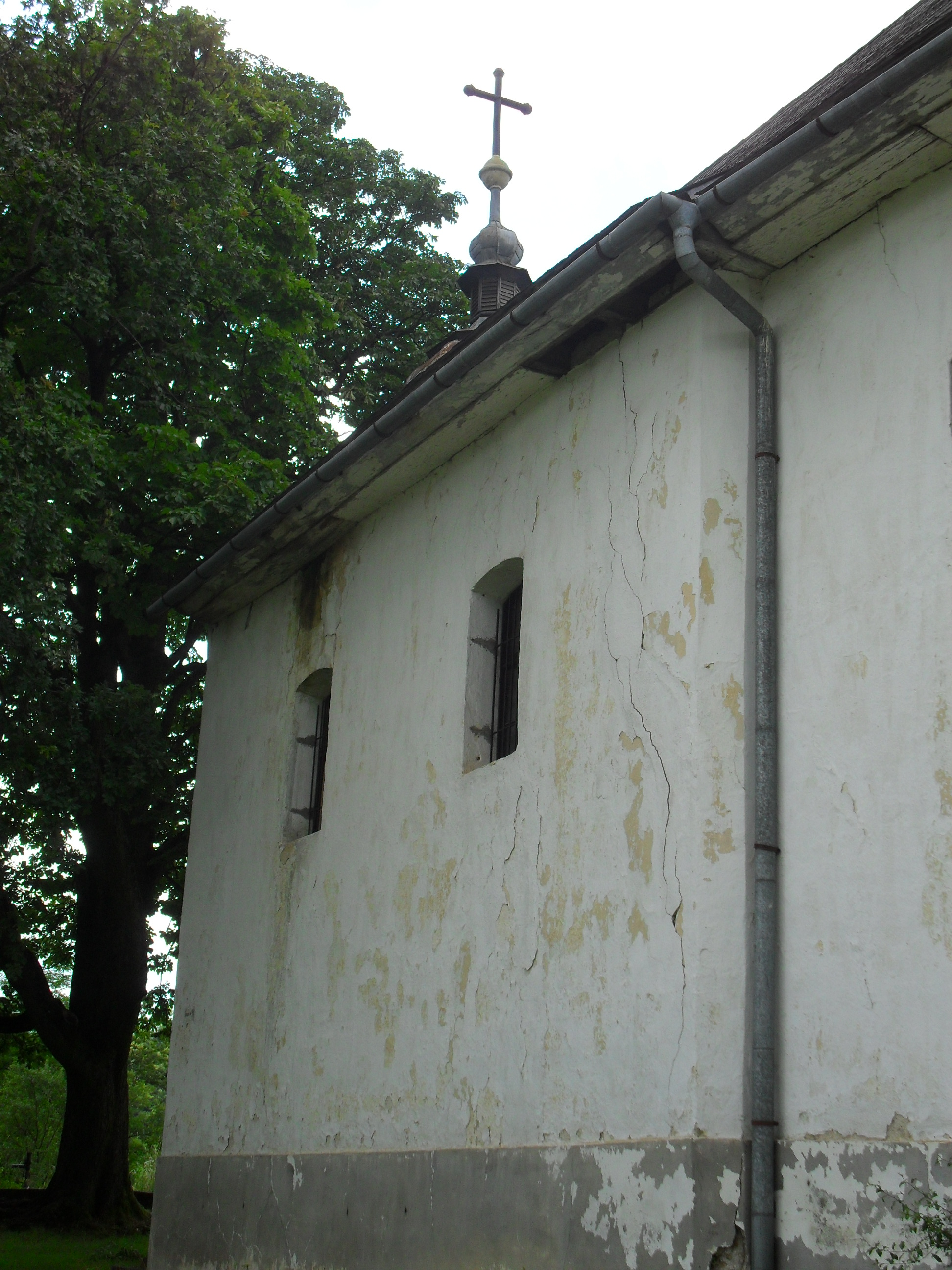
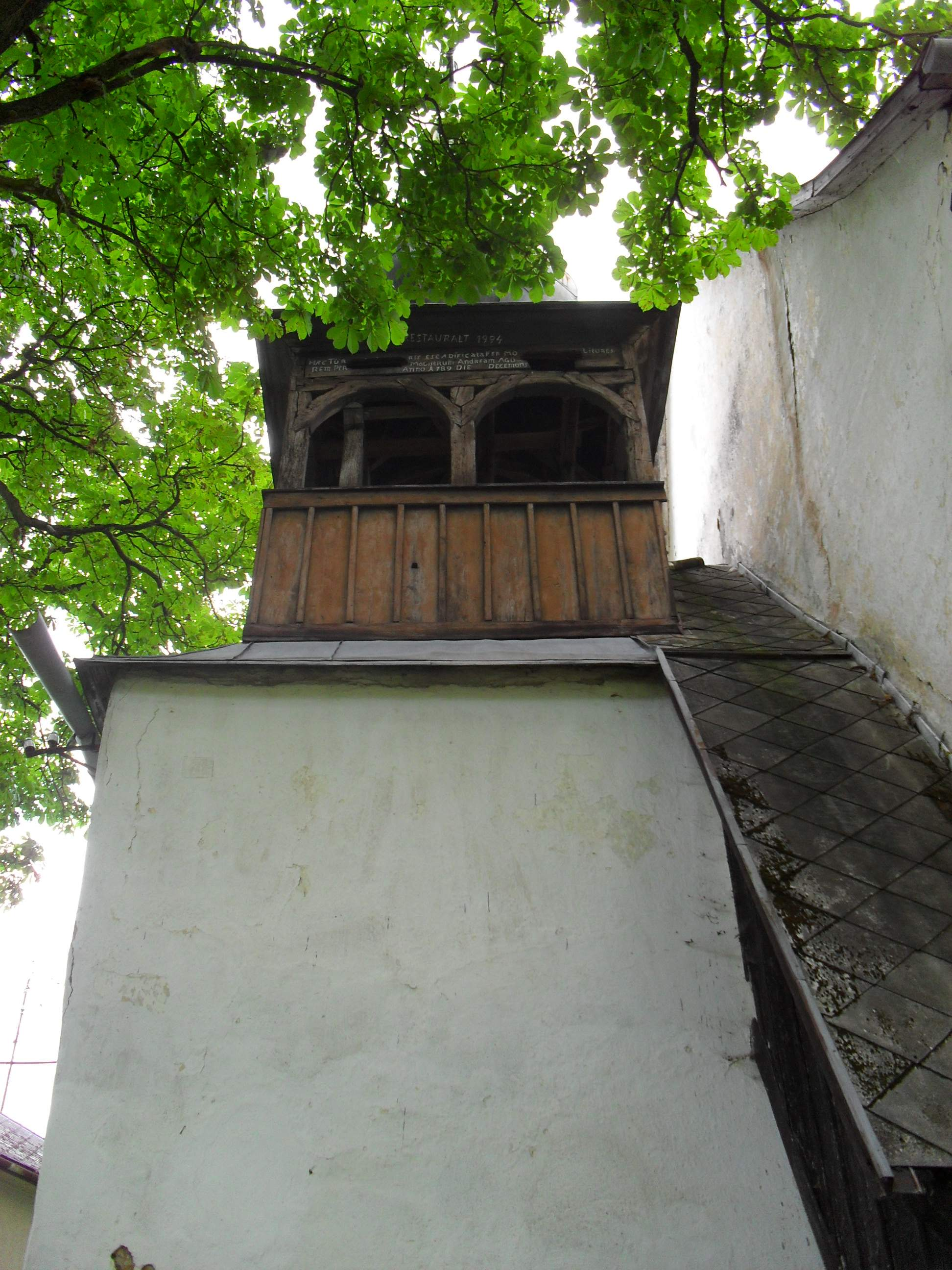
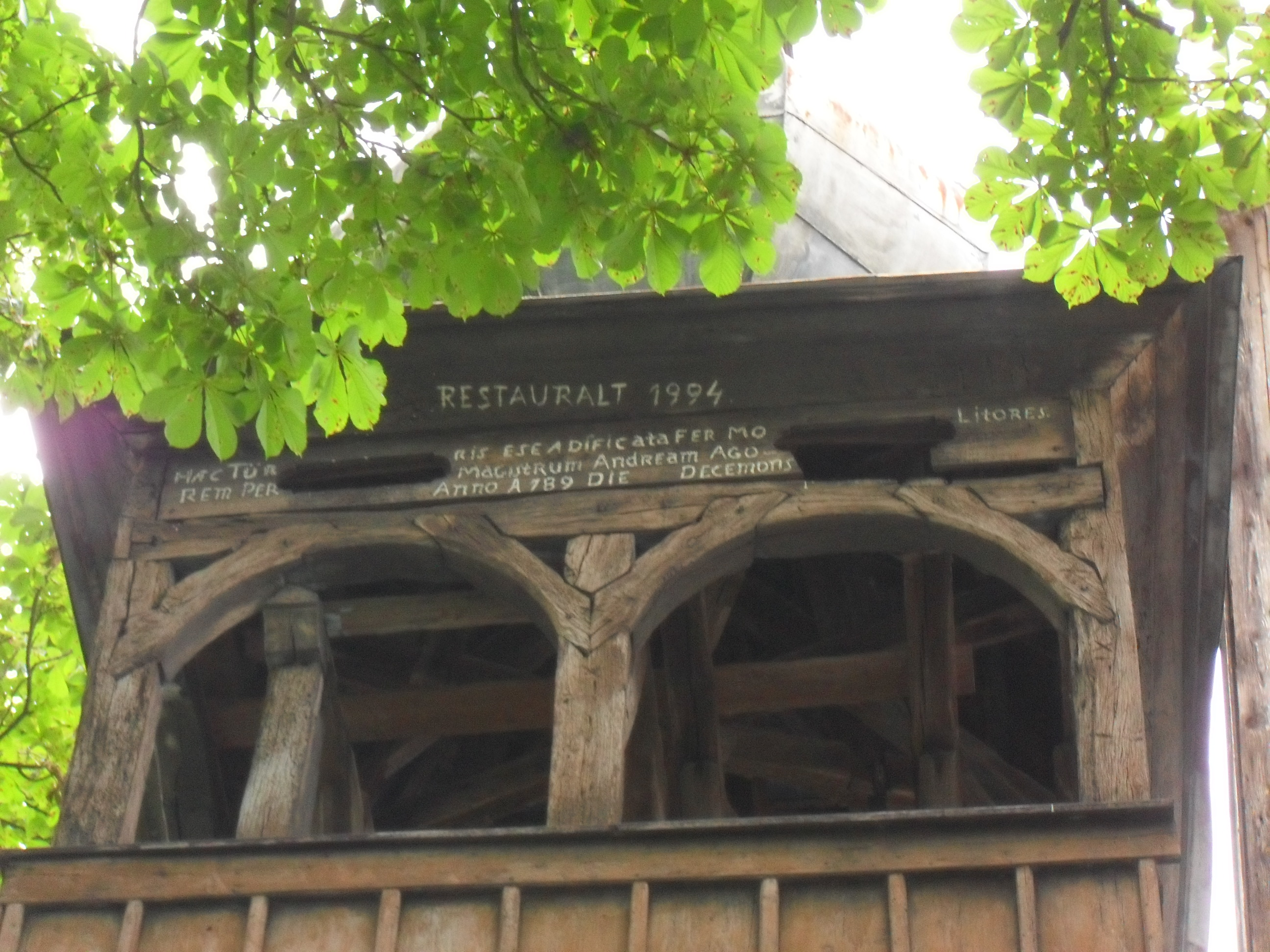
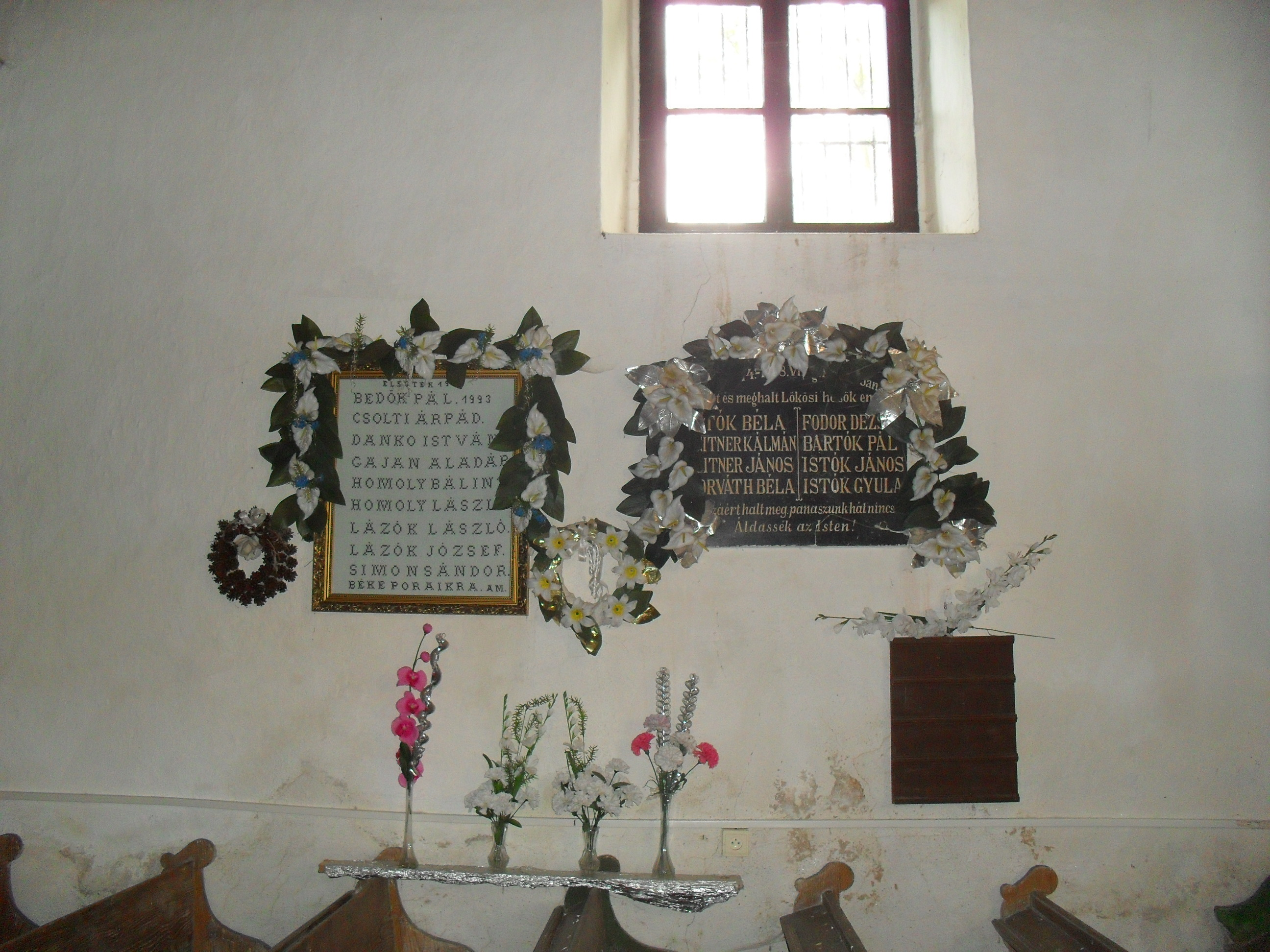
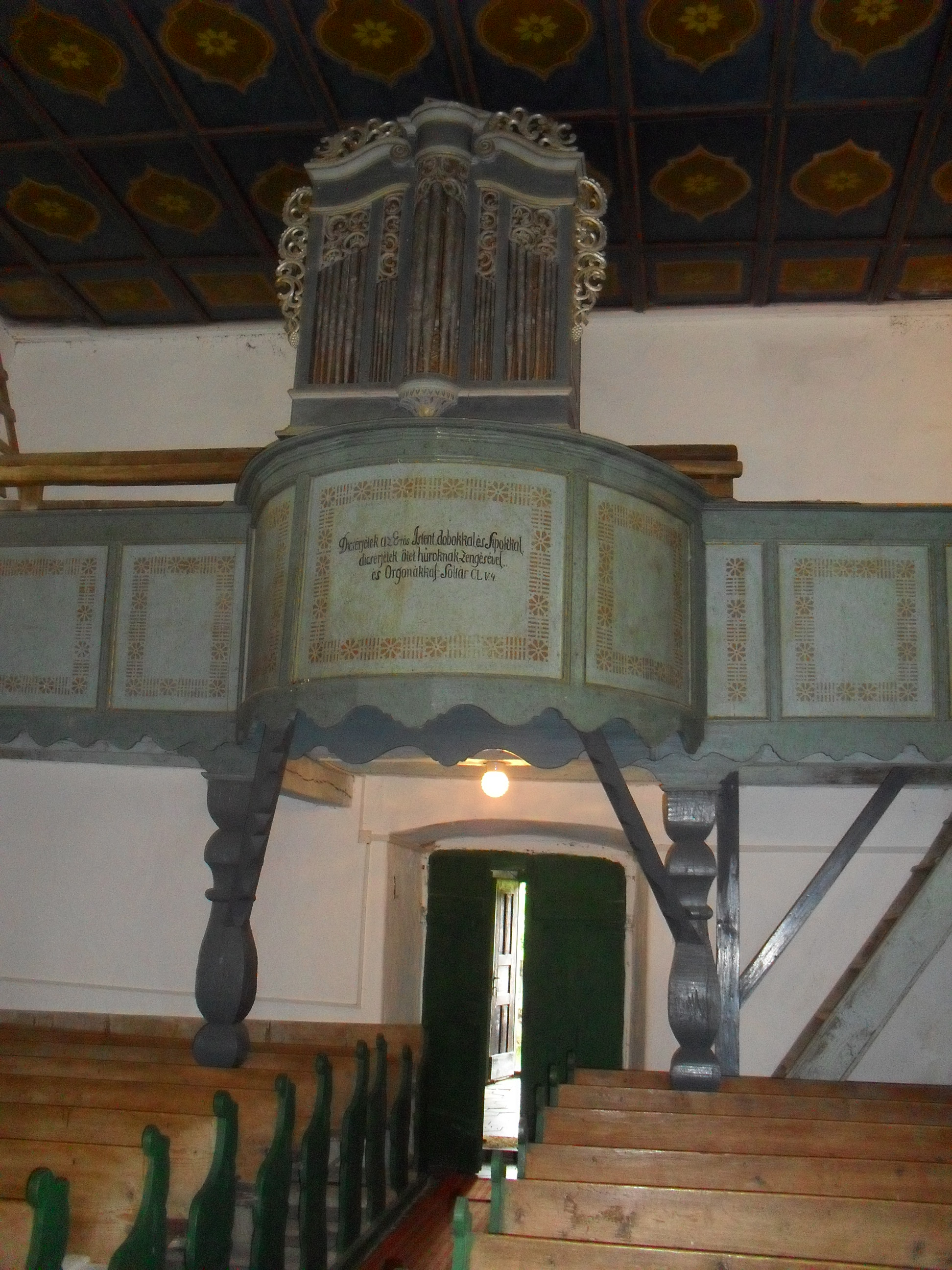
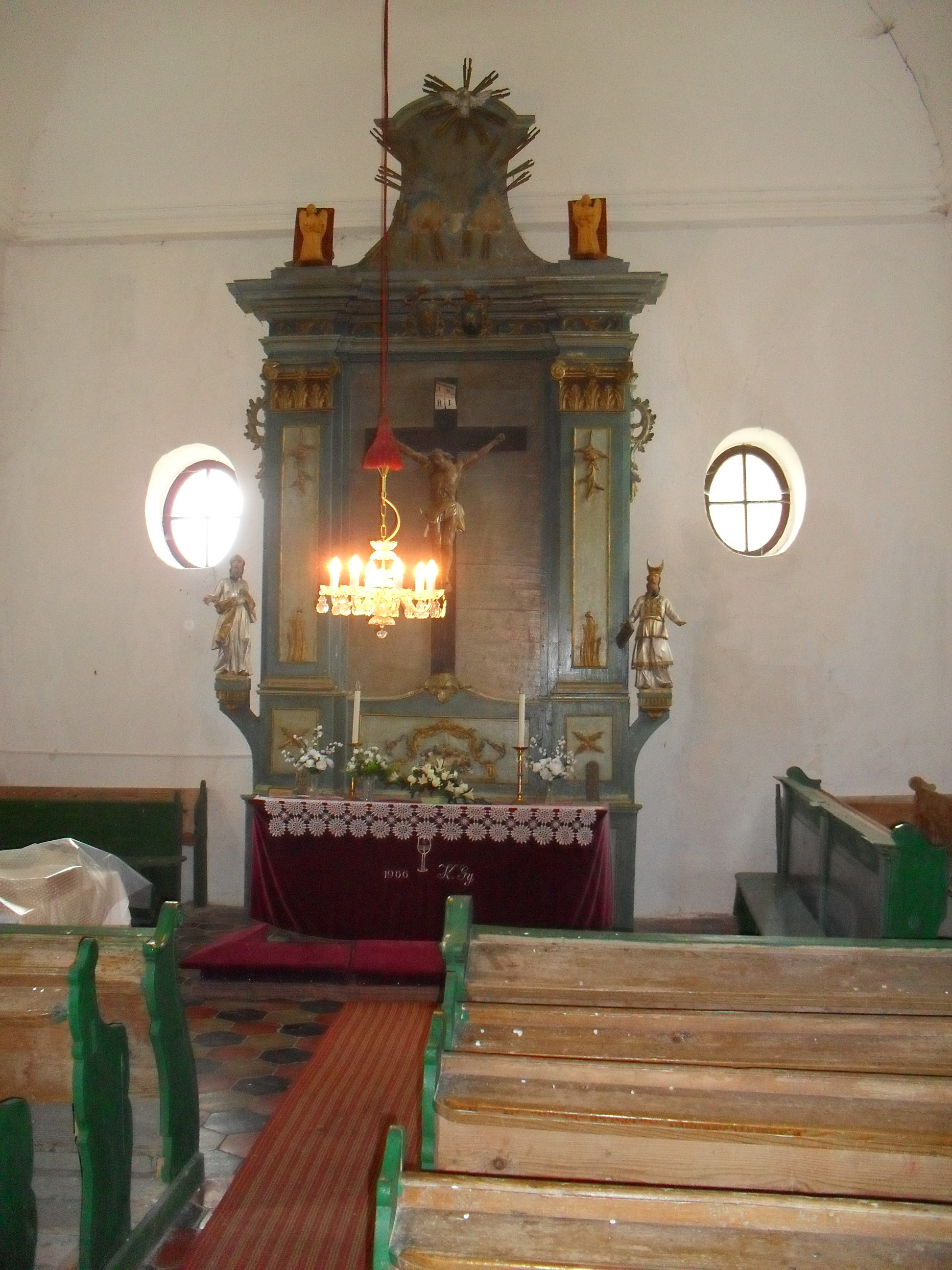
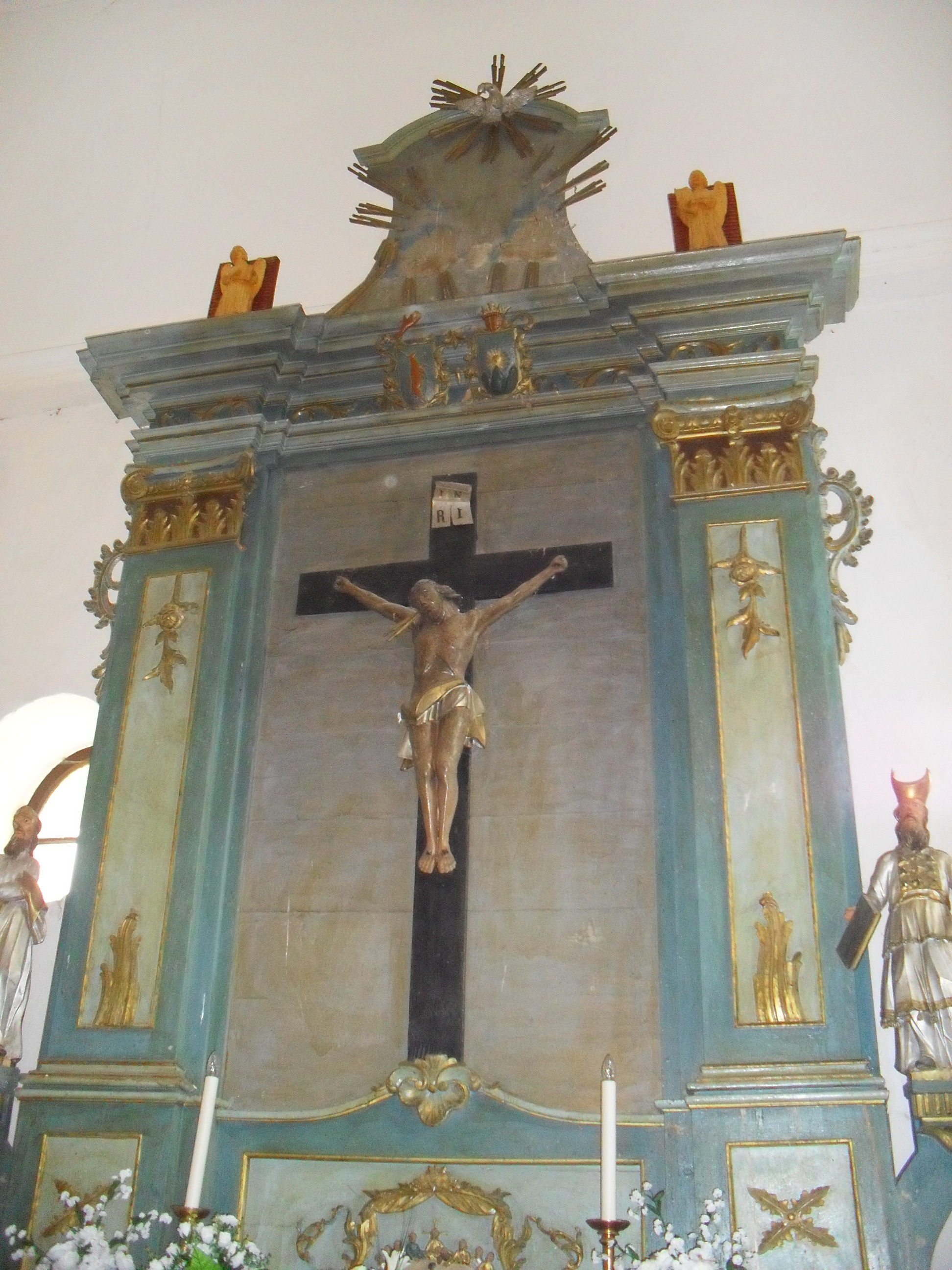

## Külső hivatkozások
- Községinfó
- E-obce.sk Archiválva 2007. szeptember 22-i dátummal a Wayback Machine-ben